# Oberkulm
Oberkulm (schweizertyska: Oberchulm) är en ort och kommun i distriktet Kulm i kantonen Aargau, Schweiz. Kommunen har 2 999 invånare (2023).